# Thomas Horsfield

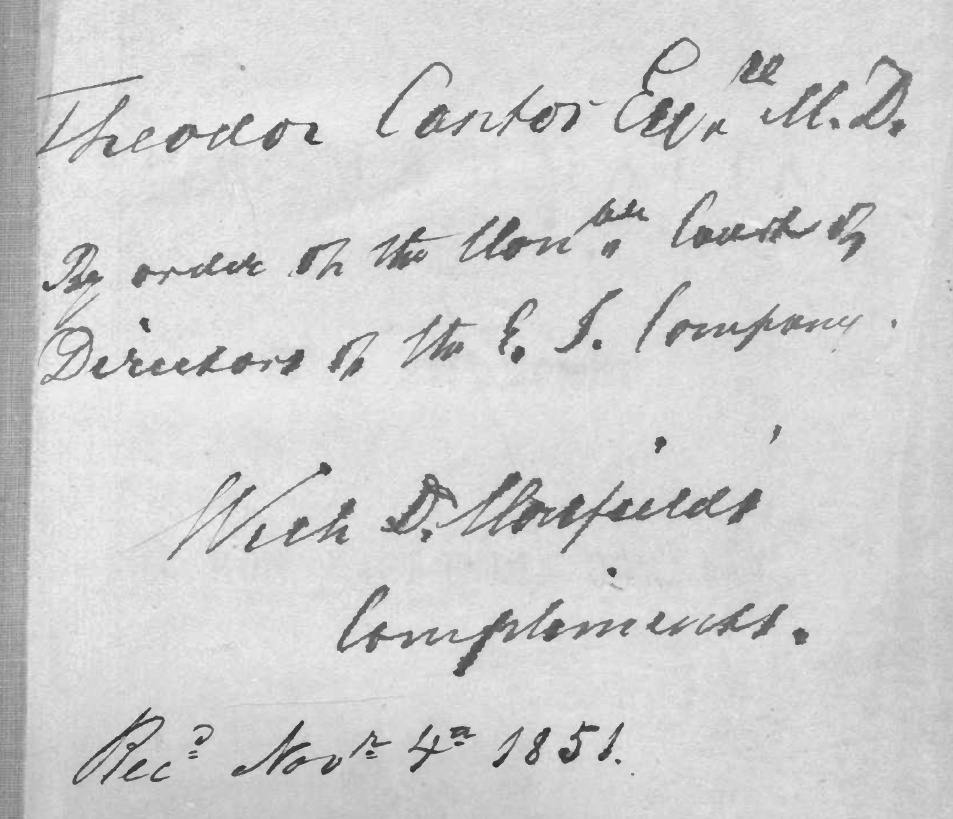
Escrito del Catálogo de los mamíferos del Museo de la Cía. East India, copia de Theodore Edward Cantor.

Thomas Horsfield, M., D., (1773 - 1859) fue un médico y naturalista estadounidense.
Horsfield nació en Filadelfia y estudió medicina. Trabajó como doctor en Java durante muchos años. La Compañía Británica de las Indias Orientales tomó mando de la isla de Holanda en 1811, y Horsfield empezó a coleccionar plantas y animales para su amigo Thomas Stamford Raffles. Le obligaron a que dejara la isla debido a su salud enferma en 1819 y se volvió guardián y curador más tarde del Museo de la Compañía Británica de las Indias Orientales en la calle de Leadenhall, en Londres.
Horsfield fue secretario auxiliar de la Sociedad Zoológica de Londres en su formación en 1826.

## Algunas publicaciones
- An experimental dissertation on the Rhus vernix, Rhus radicans and Rhus glabrum, commonly known in Pennsylvania by the names of poison-ash, poison-vine and common sumach. Cist, Philadelphia 1798

- Impressions of dried plants from Java. 1812

- Systematic arrangement and description of birds from the island of Java. 1820

- The History and antiquities of Lewes and its vicinity. Baxter, Lewes 1824

- Zoological Researches in Java and the Neighbouring Island. Kingsbury, Parbury & Allen, London 1824

- A descriptive catalogue of the lepidopterous insects contained in the Museum of the Honourable East India Company. Parbury & Allen, London 1828/29

- The history, antiquities and topography of the county of Sussex. Baxter, Lewes 1835

- Plantae javanicae rariores, descriptae iconibusque illustratae, quas in insula Java, annis 1802-1818. Allen, London 1838-52

- Essay on the cultivation and manufacture of tea in Java. Cox & sons, London 1841

- A catalogue of the lepidopterous insects in the Museum of the Hon. East-India Company. Allen, London 1857-59

También clasificó varios aves con Nicholas Aylward Vigors, el trabajo más notable fue:
- A description of the Australian birds in the collection of the Linnean Society; with an attempt at arranging them according to their natural affinities (Trans. Linn. Soc. Lond. (1827)

## Honores

### Eponimia
Fauna, más de diez, entre ellas
La tortuga de Horsfield o tortuga rusa Testudo horsfieldii se nombra en su honor.
El azor de Horsfield o azor chino, sparrowhawk chino, Accipiter soloensis también se le dedica.
Flora
Géneros
- (Araliaceae) Horsfieldia Blume ex DC.[1]

- (Gesneriaceae) Horsfieldia Chifflot[2]

- (Myristicaceae) Horsfieldia Willd.[3]
- La abreviatura «Horsf.» se emplea para indicar a Thomas Horsfield como autoridad en la descripción y clasificación científica de los vegetales.[4]

## Abreviatura (zoología)
La abreviatura Horsfield  se emplea para indicar a Thomas Horsfield como autoridad en la descripción y taxonomía en zoología.

## Literatura
- John S. Bastin. The geological researches of Dr Thomas Horsfield in Indonesia, 1801-1819. In: Bulletin of the British Museum (Natural History) / Historical series 10, 1982, 3, ISSN 0068-2306, pp. 75–115.
- James B. MacNair. Thomas Horsfield, American naturalist and explorer. En: Torreya. A bimonthly journal of botanical notes and news vol. 42, 1942, ISSN 0096-3844, pp. 1–9.